# Robertsonia monardi
Robertsonia monardi är en kräftdjursart som först beskrevs av Walter Klie 1937.  Robertsonia monardi ingår i släktet Robertsonia och familjen Diosaccidae. Inga underarter finns listade i Catalogue of Life.